# Leposoma baturitensis
Espèce
Leposoma baturitensis est une espèce de sauriens de la famille des Gymnophthalmidae.

## Répartition
Cette espèce est endémique du Ceará au Brésil.

## Description
Le mâle holotype mesure 111 mm de longueur totale dont 35 mm de longueur standard et 76 mm de queue.

## Étymologie
Son nom d'espèce, composé de baturit[é] et du suffixe latin -ensis, « qui vit dans, qui habite », lui a été donné en référence au lieu de sa découverte, la Serra de Baturité.

## Publication originale
- Rodrigues & Borges, 1997 : A new species of Leposoma (Squamata: Gymnophthalmidae) from a relictual forest in semiarid northeastern Brazil. Herpetologica, vol. 53, no 1, p. 1-6 (texte intégral).